# Janiga József
Janiga József (Nána, Csehszlovákia, 1946. március 21. – Nagymegyer, Szlovákia, 2004. május 5.) felvidéki magyar festő, grafikus, illusztrátor, pedagógus, „a Csallóköz festője”. Leginkább tájképfestészetéről és gyermekkönyv-illusztrációiról vált ismertté. Festőművészként leggyakoribb témái a tájak, és a falusi témák voltak. Számos gyermekkönyvet illusztrált, de felvidéki folyóiratok illusztrátoraként is dolgozott. Nagymegyeren iskolát neveztek el róla. Halála után egy évvel, 2005-ben Pogány Gábor és Bodnár Gyula szerzésében emlékalbum jelent meg festményeiből. Közel negyvenéves képzőművészeti pályafutása során több önálló és csoportos kiállításon vett részt Szlovákiában és Magyarországon.

## Élete és munkássága
Janiga József 1946. március 21-én született az akkor Csehszlovákiához tartozó Párkány városában. 1964 és 1968 között a Nyitrán található Pedagógiai Főiskola keretei között képzőművészet és orosz nyelv szakon folytatta tanulmányait, 1968-ban itt szerezte meg rajztanári oklevelét. Ezt követően előbb 1968-tól 1982-ig Nemesócsán tanított. Több művésztelepen alkotott 1971-ben, előbb a hajdúböszörményi művésztelepen, azt követően pedig Csicsón és Nyárasdon dolgozott. 1982-től Nagymegyeren vállalt rajzoktatói állást, és itt dolgozott egészen 1996-ig. Ekkor betegségének következtében nyugdíjazták. A jobb keze megbénult, ezért akaraterejének köszönhetően megtanult bal kezének segítségével alkotni. 1988-ban tanítónőként tevékenykedő feleségével, Janiga Évával (Janiga Józsefné) aláírta, ezzel egyetértett A csehszlovákiai magyarok memoranduma címet viselő dokumentummal, amely a csehszlovákiai magyar nemzeti kisebbség problémáit és elképzeléseit fogalmazta meg saját jövőjével kapcsolatban. 1997-ben neki ítélték oda a Márai Sándor Alapítvány Nyitott Európáért díját. 2004. május 5-én hunyt el Nagymegyeren.